# Scully Terrace
Die Scully Terrace ist eine wuchtige, abgeflachte und in der Aufsicht dreiseitige Terrasse in der antarktischen Ross Dependency. Im Königin-Maud-Gebirge grenzt sie an der Ostflanke des oberen Abschnitts des Beardmore-Gletschers an den nordwestlichen Teil der Supporters Range zwischen dem Ranfurly Point und Mount Kinsey.
Das Advisory Committee on Antarctic Names benannte sie 1986 nach dem US-amerikanischen Diplomaten Richard Tucker Scully (* 1940), Leiter des Amts für Ozeane und Polarangelegenheiten im Außenministerium der Vereinigten Staaten.